# Rocky Mountain Christmas
| Recensione              | Giudizio   |
| ----------------------- | ---------- |
| AllMusic                | [ 3 ]      |
| Sputnikmusic            | 2.0 (Poor) |
| Dizionario del Pop-Rock | [ 5 ]      |

Rocky Mountain Christmas è un album natalizio di John Denver, pubblicato nel novembre del 1975 su etichetta RCA Victor Records. Per il cantautore, si trattò del primo album natalizio.

## Descrizione
L'album, il cui titolo si rifà ad una celebre canzone di Denver del 1972, Rocky Mountain High (oltre al nome di una catena montuosa del Colorado), contiene nella versione originale 12 brani: nell'album, il cantante interpreta vari "classici" natalizi quali Away in a Manger, The Christmas Song, What Child Is This?, Silver Bells, Rudolph the Red-Nosed Reindeer, ecc., e brani inediti quali Aspenglow e Christmas for Cowboys.
L'album è stato ripubblicato in LP nel 1990 e in CD nel 1996, 1999, 2003 e 2005. Le riedizioni contengono bonus tracks quali Jingle Bells, White Christmas, The Music Is You, Perhaps Love e Dreamland Express.
L'uscita dell'album ispirò anche uno speciale televisivo dal titolo omonimo trasmesso il 10 dicembre 1975.

## Tracce

### LP
Lato A (AFL1-1201-A)
1. Aspenglow – 2:21 (John Denver)
2. The Christmas Song (Chestnuts Roasting on a Open Fire) – 3:13 (Mel Tormé, Robert Wells)
3. Rudolph the Red-Nosed Reindeer – 1:46 (Johnny Marks)
4. Silver Bells – 2:10 (Jay Livingston, Ray Evans)
5. Please, Daddy (Don't Get Drunk This Christmas) – 2:34 (Bill Danoff, Taffy Danoff)
6. Christmas for Cowboys – 2:29 (Steve Weisberg)

Lato B (AFL1-1201-B)
1. Away in a Manger – 2:05 (Tradizionale; arrangiamento e adattamento di John Denver)
2. What Child Is This? – 2:33 (Tradizionale; arrangiamento e adattamento di John Denver)
3. Coventry Carol – 2:19 (Tradizionale; arrangiamento e adattamento di John Denver)
4. O Holy Night – 2:53 (Tradizionale; arrangiamento e adattamento di John Denver)
5. Silent Night, Holy Night – 3:28 (Tradizionale; arrangiamento e adattamento di John Denver)
6. A Baby Just Like You – 2:40 (John Denver, Joe Henry)

### CD
Edizione CD del 1998, pubblicato dalla RCA Records (67641-2)
1. Aspenglow – 2:21 (John Denver)
2. The Christmas Song (Chestnuts Roasting on a Open Fire) – 3:15 (Mel Tormé, Robert Wells)
3. Rudolph the Red Nosed Reindeer – 1:43 (Johnny Marks)
4. Silver Bells – 2:11 (Jay Livingston, Ray Evans)
5. Please, Daddy (Don't Get Drunk This Christmas) – 2:36 (Bill Danoff, Taffy Danoff)
6. Christmas for Cowboys – 2:28 (Steve Weisberg)
7. Away in a Manger – 2:06 (Tradizionale; arrangiamento e adattamento di John Denver)
8. What Child Is This? – 2:35 (Tradizionale; arrangiamento e adattamento di John Denver)
9. Coventry Carol – 2:20 (Tradizionale; arrangiamento e adattamento di John Denver)
10. O Holy Night – 2:54 (Tradizionale; arrangiamento e adattamento di John Denver)
11. Silent Night, Holy Night – 3:29 (Tradizionale; arrangiamento e adattamento di John Denver)
12. A Baby Just Like You – 2:42 (John Denver, Joe Henry)
13. Jingle Bells – 1:06 (Tradizionale; adattamento di John Denver) – Traccia bonus
14. White Christmas – 2:21 (Irving Berlin) – Traccia bonus
15. The Music Is You – 1:27 (John Denver) – Traccia bonus
16. Perhaps Love – 1:52 (John Denver) – Traccia bonus
17. Dreamland Express – 4:05 (John Denver) – Traccia bonus

## Musicisti
- John Denver - voce, chitarra a 6 e 12 corde
- Dick Kniss - basso
- Lee Holdridge - pianoforte, celeste, clavicembalo, piano tack
- Steve Weisberg - chitarra
- John Sommers - chitarra, mandolino
- Hal Blaine - batteria, percussioni
- Herb Lovelle - batteria (brano: The Christmas Song)
- George Marge - oboe, corno inglese (brano: Silver Bells)
- Harvey Estrin - flauto (brano: Silver Bells)
- Sid Sharp - violino
- William Kurasch - violino
- Samuel Boghossian - viola
- Jesse Ehrlich - violoncello
- Pearl Kaufman - pianoforte e clavicembalo (brani: Coventry Carol, What Child Is This? e Oh Holy Night)
- Chuck Collazzi - chitarra (brano: What Child Is This?)

Note aggiuntive
- Milton Okun - produttore
- Kris O'Connor - assistente alla produzione
- Registrazioni effettuate nell'agosto 1975 presso: RCA Studios di Hollywood, California; Soundstage di Toronto (Canada); RCA Studios di New York City, New York
- Mickey Crofford - ingegnere delle registrazioni
- Richard Simpson - ingegnere mastering
- Lynne Morse - coordinatore A&R
- Acy Lehman - art direction
- Gribbitt - design album
- Peter Palombi - illustrazione copertina frontale album originale
- Arrangiamento brani di: John Denver, Lee Holdridge, Dick Kniss, Steve Weisberg, John Sommers, Hal Blaine e Herb Lovelle
- Arrangiamento (parte strumentale) nei brani: Oh Holy Night, Silver Bells, What Child Is This? e Coventry Carol di Lee Holdridge[13]

## Classifica
Album
| Anno | Classifica            | Posizione raggiunta |
| ---- | --------------------- | ------------------- |
| 1975 | Billboard 200         | 14                  |
| 2013 | Top Holiday Albums    | 16                  |
| 2013 | Holiday Album Sales   | 16                  |
| 2017 | Americana/Folk Albums | 20                  |